# Alcornocales del Navia
Alcornocales del Navia este o arie protejată (arie specială de conservare — SAC, sit de importanță comunitară — SCI) din Spania întinsă pe o suprafață de 53,8 ha, integral pe uscat.

## Localizare
Centrul sitului Alcornocales del Navia este situat la coordonatele 43°16′42″N 6°46′55″W / 43.2784°N 6.7819°V.

## Înființare
Situl Alcornocales del Navia a fost declarat sit de importanță comunitară în februarie 2004 pentru a proteja 1 specie de animale. Situl a fost protejat și ca arie specială de conservare în decembrie 2014.

## Biodiversitate
Situată în ecoregiunea atlantică, aria protejată conține 5 habitate naturale: Păduri de Quercus suber, Roci stâncoase cu vegetație pionieră de Sedo-Scleranthion sau Sedo albi-Veronicion dillenii, Lande oro-mediteraneene cu formațiuni endemice de grozamă, Pajiști uscate europene, Pante stâncoase silicioase cu vegetație casmofită.
La baza desemnării sitului se află o specie protejată de  păsări: silvie roșcată (Sylvia cantillans).
Pe lângă speciile protejate, pe teritoriul sitului au mai fost identificate 1 specie de plante.